# Henri Perrotin
Pour les articles homonymes, voir Perrotin.
Henri Perrotin, né à Saint-Loup (Tarn-et-Garonne, France) le 19 décembre 1845 et mort à Nice (Alpes-Maritimes, France) le 29 février 1904, est un astronome français. Bien qu'il soit connu par l'état civil sous le nom de Joseph Anastase Perrotin, toutes ses publications sont signées Henri Perrotin.

## Biographie
Henri Perrotin a fait ses études au lycée de Pau. Il obtient une licence de mathématiques en 1870 et une licence de physique en 1871 ; il
devient aspirant répétiteur au lycée d’Agen (1866-1870), puis maître répétiteur au lycée de Toulouse (1870-1872). Entre 1873 et fin 1879,  il est assistant de Félix Tisserand avec Guillaume Bigourdan à l'observatoire de Toulouse. Sa thèse porte sur les perturbations de l'orbite de (4) Vesta. Il est ensuite appelé par le mécène Raphaël Bischoffsheim pour visiter les observatoires d'Europe (1880), et diriger l'observatoire que ce dernier fait construire sur le Mont Gros à Nice. Pendant la construction de l'Observatoire par Charles Garnier, en 1882, Perrotin dirige une mission d'observation du transit de Vénus en Patagonie. À partir de 1892, il entreprend la construction d'un nouveau site observation en altitude (2 741 m), sur le Mont Mounier, près de Valberg, toujours avec le soutien de Raphaël Bischoffsheim. Fin 1896, il est nommé à sa demande astronome à l'observatoire de Meudon, mais reprend la direction de l'Observatoire de Nice, alors assurée par Auguste Charlois, en juin 1897.
Il fit des observations de Mars et tenta de déterminer la période de rotation de Vénus.
(compléter)

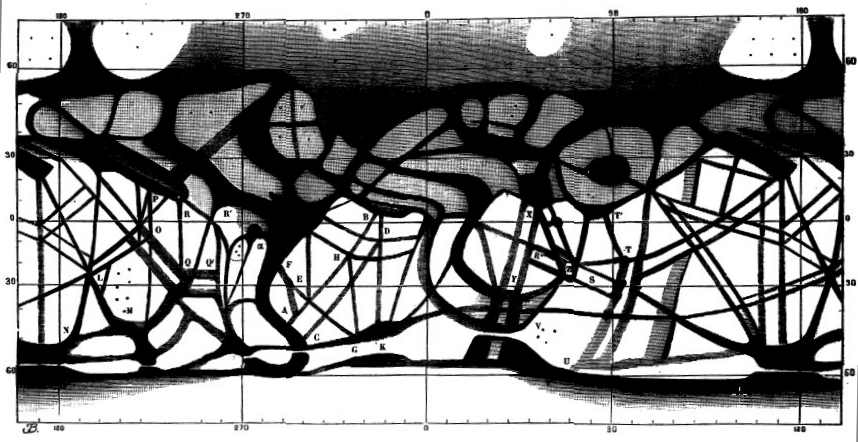
Dessin de la planète Mars en janvier et février 1888 par Perrotin

Entre 1898 et 1904, il procède à la mesure de la vitesse de la lumière, avec Stéphane Javelle et Maurice Prim, deux astronomes de l'Observatoire de Nice. Ils utilisent le dispositif de roue dentée construit et utilisé par Alfred Cornu, que celui-ci fait rénover pour l'occasion. Les mesures sont effectuées en 1898 sur un parcours aller-retour entre l'observatoire de Nice et La Gaude, à environ 12 km. Les résultats sont publiés en 1900 après une deuxième mesure de la distance par triangulation en présence de Cornu. Les mesures entre l'Observatoire de Nice  et le Mont Vinaigre, à 46 km, ont lieu en 1902, et les mesures de distance sont dirigées par Martial Simonin. 
Les deux séries de mesures conduisent à des résultats très voisins, et à une  moyenne v=299 880 km/s, établie avec une incertitude meilleure que 50 km/s, en désaccord avec le résultat de Cornu, mais en accord avec les mesures d'Albert Michelson et Simon Newcomb.
Il prépare la dernière phase de l'expérience, destinée à obtenir une très grande précision, sur 500 km aller-retour entre le Mont Mounier et le Monte Cinto en Corse, lorsqu'il meurt soudainement en février 1904.
Ses travaux peuvent être trouvés dans les Annales de l'Observatoire de Nice.
Henri Perrotin est inhumé au cimetière St Roch, à Nice.
Ses découvertes d'astéroïdes sont attribuées par le Centre des planètes mineures à "J. Perrotin".
| (138) Tolosa     | 19 mai 1874       |
| (149) Méduse     | 21 septembre 1875 |
| (163) Érigone    | 26 avril 1876     |
| (170) Maria      | 10 janvier 1877   |
| (180) Garumna    | 29 janvier 1878   |
| (252) Clementina | 11 octobre 1885   |

Henri Perrotin a créé les Annales de l'Observatoire de Nice en 1887.

## Hommage
Le cratère Perrotin sur Mars a été nommé en son honneur, ainsi que l'astéroïde (1515) Perrotin.

### Notices nécrologiques
- AN 165 (1904) 253/254 (en allemand)
- Obs 27 (1904) 176 The Observatory, Vol. 27, p. 175-182 (1904)